# Benito Juárez, Esperanza
Benito Juárez är en ort i Mexiko.   Den ligger i kommunen Esperanza och delstaten Puebla, i den sydöstra delen av landet, 200 km öster om huvudstaden Mexico City. Benito Juárez ligger 2 459 meter över havet och antalet invånare är 213.
Terrängen runt Benito Juárez är varierad. Runt Benito Juárez är det ganska tätbefolkat, med 111 invånare per kvadratkilometer. Närmaste större samhälle är Río Blanco, 19,2 km öster om Benito Juárez. I omgivningarna runt Benito Juárez växer huvudsakligen savannskog.